# Taggstarr
Taggstarr (Carex pauciflora) är en flerårig gräslik växt inom släktet starrar och familjen halvgräs. Taggstarr växer i glesa mattor och dess basala slidor är blekbruna. Dess strån är styva, tunna och ofta böjda med ett ax. De styva bladen är cirka en mm breda och kortare än stråna. Taggstarr har ax med en till två hanblommor upptill och två till fyra honblommor nertill, och saknar stödblad. De blekbruna axfjällen blir från fyra till fem mm och faller av tidigt. De blekgula till blekbruna fruktgömmena blir fem till sju mm och har otydliga nerver som i mognat tillstånd är utåtstående till nedåtriktat, utan borst och faller lätt av. Taggstarr blir från sju till tjugo cm hög och blommar från juni till juli.

## Utbredning
Taggstarr är vanlig i Norden och återfinns på fuktig, mager torvmark, såsom myrar, sumpskogar, kärr, myrdråg och gölkanter. Sällan i lägre fjälltrakter. Dess utbredning i Norden sträcker sig till låglandet i hela Sverige, förutom Öland och Gotland, Finland och Norge samt Åland och ett litet område i mitten av Danmark.
- Referens: Den nya nordiska floran ISBN 91-46-17584-9